# 頤真
〈頤真〉，古琴曲，首見於《神奇秘譜》中的「太古神品」，據傳為董庭蘭所作。今有姚公白、吳文光等人打譜或演奏的版本。

## 史料
被收錄於《神奇秘譜》、《浙音釋字琴譜》、《風宣玄品》、《重修真傳琴譜》、《琴苑心傳全編》及《天聞閣琴譜》等譜中。

## 曲意
《神奇秘譜》：「臞仙按《琴史》曰：『〈頤真〉者，唐董庭蘭之所作也。頤，養也。道書謂寡欲以養心，靜息以養真。守一處和，默契至道。矧琴為娛性之樂，故製是曲者，以頤真名之。』」

## 演奏版本
- 《神奇秘譜》，姚公白打譜並錄音。[3]
- 《神奇秘譜》，吳文光打譜。[4]